# Torre de Santa María
Torre de Santa María è un comune spagnolo di 680 abitanti situato nella comunità autonoma dell'Estremadura.